# Frutioidia farana
Frutioidia farana är en insektsart som beskrevs av Irena Dworakowska 1994. Frutioidia farana ingår i släktet Frutioidia och familjen dvärgstritar. Inga underarter finns listade i Catalogue of Life.